# Magia (album van Alvaro Soler)
Magia is een album van de Spaans-Duitse zanger Alvaro Soler. Magia is zijn derde studioalbum. Het album werd uitgebracht op 9 juli 2021 door Universal Music Group en Airforce 1 Records.

## Nummers
| Nr. | Titel                               | Duur |
| --- | ----------------------------------- | ---- |
| 1.  | Magia                               | 3:11 |
| 2.  | Despiertos                          | 3:01 |
| 3.  | Mañana (featuring Cali y El Dandee) | 3:32 |
| 4.  | Tipo Normal                         | 2:50 |
| 5.  | Si Te Vas                           | 2:44 |
| 6.  | Déjala que Baile                    | 2:40 |
| 7.  | Amor Para Llevar                    | 2:38 |
| 8.  | Te Busqué                           | 2:45 |
| 9.  | En Tu Piel                          | 4:08 |
| 10. | Hawaii                              | 2:45 |
| 11. | Diferente                           | 2:18 |
| 12. | No Te Entiendo                      | 2:52 |
| 13. | Alma De Luz                         | 2:35 |

## Hitnoteringen
| Hitlijst (2021)                          | Hoogste positie |
| ---------------------------------------- | --------------- |
| Albums Zwitserland (Schweizer Hitparade) | 2               |
| Albums Duitsland (Offizielle Top 100)    | 3               |
| Albums Oostenrijk (Ö3 Austria Top 40)    | 4               |
| Albums Polen (ZPAV)                      | 12              |
| Albums Tsjechië (ČNS IFPI)               | 25              |
| Albums Spanje (PROMUSICAE)               | 29              |
| Albums Italië (FIMI)                     | 32              |
| Albums België (Ultratop Vlaanderen)      | 67              |